# Краснояровка
Красноя́ровка (рос. Краснояровка) — село у складі Курманаєвського району Оренбурзької області, Росія.

## Населення
Населення — 96 осіб (2010; 168 у 2002).
Національний склад (станом на 2002 рік):
- росіяни — 96 %